# Virginia Hall
Virginia Hall Goillot (Baltimora, 6 aprile 1906 – Rockville, 8 luglio 1982) è stata una militare statunitense che ha lavorato con lo Special Operations Executive (SOE) del Regno Unito e l'Office of Strategic Services (OSS) statunitense, fu impiegata in Francia durante la seconda guerra mondiale.
Sia per il SOE che per l'OSS, l'obiettivo erano le azioni di spionaggio, di sabotaggio e di ricognizione contro le potenze dell'Asse nell'Europa occupata e in particolare contro la Germania nazista. Gli agenti del SOE e dell'OSS impiegati in Francia si allearono con i gruppi di resistenza locali, li rifornirono di armi e attrezzature paracadutate dall'Inghilterra. Nel dopoguerra lavorò per la CIA.
Fu una pioniera del SOE, arrivò nella Francia di Vichy il 23 agosto 1941, prima donna agente a stabilirsi in Francia. Diede vita alla rete Heckler a Lione e, nei 15 mesi successivi, "divenne un'esperta di operazioni di supporto organizzando i movimenti di resistenza; fornì agli agenti denaro, armi e rifornimenti; aiutò i piloti abbattuti a fuggire; offrì rifugi sicuri e assistenza medica agli agenti e ai piloti feriti". Fuggì dalla Francia nel novembre 1942 per evitare di essere catturata dai tedeschi. Tornò in Francia come operatore per l'OSS nel marzo 1944 all'interno della rete Saint.
I tedeschi le diedero il soprannome di Artemis e la Gestapo la considerò "la più pericolosa di tutte le spie alleate".

## Biografia
Nacque a Baltimora, nel Maryland, il 6 aprile 1906 da Edwin Lee Hall e Barbara Virginia Hammel. Frequentò la Roland Park Country School e poi il Radcliffe College dell'Università di Harvard e il Barnard College della Columbia University, dove studiò le lingue francese, italiano e tedesco. Frequentò anche l'Università George Washington, dove studiò francese ed economia. Desiderosa di terminare i suoi studi in Europa, viaggiò per il continente e studiò in Francia, Germania e Austria, ottenendo nel 1931 un incarico come impiegata presso l'ambasciata degli Stati Uniti a Varsavia. Si trasferì a Smirne, nel 1933 si sparò accidentalmente al piede sinistro durante una battuta di caccia, il mancato intervento tempestivo le provocò la gangrena della gamba sinistra che le fu amputata e sostituita con una protesi ortopedica di legno che lei chiamò Cuthbert. In seguito lavorò nuovamente come impiegata consolare a Venezia e a Tallinn.
La Hall cercò di entrare a far parte del servizio diplomatico degli Stati Uniti, ma le donne venivano assunte raramente. Nel 1937, fu rifiutata dal Dipartimento di Stato statunitense per la regola che vietava di assumere diplomatici disabili: fu rivolto anche un appello per l'assunzione al Presidente Franklin D. Roosevelt che però rimase inascoltato. Si dimise dal Dipartimento di Stato nel marzo 1939, ancora come impiegata consolare.

### Seconda guerra mondiale
All'inizio della seconda guerra mondiale, nel febbraio 1940, Hall fu autista di ambulanze per l'esercito francese. Dopo la sconfitta della Francia nel giugno 1940, si diresse in Spagna dove, per caso, incontrò un ufficiale dei servizi segreti britannici di nome George Bellows. Bellows rimase colpito e le diede il numero di telefono di un "amico", tale Nicolas Bodington, che avrebbe potuto aiutarla a trovare un impiego in Inghilterra e che già lavorava nel neonato Special Operations Executive (SOE).

## Special Operations Executive
Entrò in servizio nel SOE ad aprile 1941, dopo l'addestramento arrivò nella Francia di Vichy il 23 agosto 1941, all'epoca ancora non occupata dai tedeschi e nominalmente indipendente. Fu la seconda agente donna a essere inviata in Francia dalla sezione F (Francia) del SOE: la sezione F del SOE avrebbe inviato in Francia 41 agenti donne durante la guerra, 26 delle quali sopravviveranno alla guerra.
La copertura di Virginia Hall fu quella di reporter per il New York Post, cosa che le dava la possibilità di intervistare persone, raccogliere informazioni e tenere un archivio pieno di dettagli utili ai pianificatori militari. Si stabilì a Lione e, per non dare nell'occhio, rinunciò al suo "elegante guardaroba parigino", cambiando frequentemente il suo aspetto attraverso il trucco e il travestimento. Fu una pioniera degli agenti segreti della seconda guerra mondiale e dovette imparare da sola i "compiti impegnativi nell'essere disponibile, organizzare i contatti, consigliare chi corrompere e dove nascondersi, calmare gli agenti in fuga e supervisionare la distribuzione dei ponti radio". La rete di agenti del SOE da lei creata fu chiamata Heckler. Tra i reclutatori c'erano il ginecologo Jean Rousset e Germaine Guérin, proprietaria di un importante bordello di Lione. Guérin mise a disposizione di Hall diverse case sicure e le passò le informazioni che lei e le sue impiegate apprendevano dagli ufficiali tedeschi in visita al bordello.
Lo storico ufficiale del SOE, Michael Foot, disse che il motto di ogni agente segreto di successo fu dubito, ergo sum. La lunga permanenza della Hall in Francia senza essere catturata fa capire la sua prudenza e le sue capacità: nell'ottobre del 1941, percependo il pericolo, rifiutò di partecipare a una riunione di agenti del SOE a Marsiglia, in quella occasione la polizia francese fece irruzione catturando una dozzina di agenti. Dopo questo episodio, la Hall fu una dei pochi agenti rimasti ancora in libertà in Francia e l'unica con un mezzo disponibile per trasmettere le informazioni a Londra. George Whittinghill, diplomatico statunitense a Lione, le permise di portare di nascosto i rapporti e le lettere a Londra in una borsa diplomatica.
L'inverno del 1941-1942 fu infelice per la Hall; in una lettera scrisse che se il SOE le avesse mandato un pezzo di sapone sarebbe stata "molto felice e molto più pulita". In assenza di altri agenti del SOE, il suo accesso alla borsa diplomatica statunitense fu l'unico mezzo rimasto in Francia per comunicare con Londra. Continuò a costruire la rete di contatti nel sud della Francia e assistette nelle brevi missioni degli agenti Peter Churchill e Benjamin Cowburn, guadagnandosi i complimenti di entrambi. Evitò di entrare in contatto con Georges Duboudin, agente inviato a Lione, e si rifiutò di presentarlo ai suoi contatti perché lo considerava un dilettante e poco attento alla sicurezza. Quando il quartier generale del SOE le ordinò di essere supervisionata da Duboudin, lei rispose di "lasciar perdere". Lavorò il meno possibile con Philippe de Vomécourt, che, sebbene fosse un leader della Resistenza francese, era poco attento alla sicurezza e grandioso nelle sue ambizioni. Nell'agosto del 1942, l'agente del SOE Richard Heslop la incontrò e la descrisse come una "ragazza" (aveva 36 anni) che viveva in un appartamento tetro, ma si affidò a lei per facilitare le comunicazioni con gli altri agenti. Quando il sospettoso Heslop chiese di sapere chi fosse Cuthbert, lei glielo dimostrò sbattendo il suo piede di legno contro la gamba di un tavolo.
Un altro compito di cui la Hall si fece carico fu quello di aiutare i piloti britannici abbattuti o precipitati a fuggire per tornare in Inghilterra. Ai piloti abbattuti che riuscivano a raggiungere Lione veniva detto di recarsi al consolato americano e di dire che erano "amici di Olivier". "Olivier" era proprio la Hall e lei, con l'aiuto di Guérin e di altri amici, nascose, nutrì e aiutò decine di piloti a fuggire dalla Francia alla Spagna neutrale e quindi a tornare in Inghilterra.
«Darei qualsiasi cosa per mettere le mani su quella puttana canadese zoppicante [sic].»

— Klaus Barbie, comandante della Gestapo di Lione.
I francesi la soprannominarono "la dame qui boite" e i tedeschi inserirono "la dama zoppa" nella loro lista dei ricercati.

### L'evasione
La Hall venne a sapere che i 12 agenti arrestati dalla polizia francese nell'ottobre 1941 erano detenuti nella prigione di Mauzac, vicino a Bergerac. L'operatore Georges Bégué le inviò delle lettere dalla prigione e lei contattò Gaby Bloch, moglie del prigioniero Jean-Pierre Bloch, per pianificare la fuga. La Bloch visitò spesso la prigione per portare cibo e altri oggetti al marito, tra cui delle scatole di sardine. Le scatole di sardine e gli attrezzi che portava di nascosto permisero a Bégué di costruire una chiave per la porta della caserma dove erano rinchiusi i prigionieri. Hall, troppo nota per visitare la prigione, mise insieme i rifugi, i veicoli e gli aiutanti. Un prete portò di nascosto una radio a Bégué, così da comunicare con Londra dall'interno della prigione.
I prigionieri evasero il 15 luglio 1942 e, dopo essersi nascosti nei boschi, si riunirono tutti con la Hall a Lione l'11 agosto. Da lì arrivarono in Spagna e poi in Inghilterra. Lo storico Michael Foot definì l'evasione "una delle operazioni più utili della guerra nel suo genere". Molti degli evasi in seguito rientrarono in Francia e divennero, a loro volta, leader delle reti del SOE.

### La vendetta tedesca
I tedeschi erano furiosi per l'evasione dalla prigione di Mauzac e per il lassismo della polizia francese nel permettere la fuga. La Gestapo portò in Francia 500 agenti e anche l'Abwehr intensificò le operazioni per infiltrarsi e distruggere la nascente Resistenza francese e le reti SOE. I tedeschi si concentrarono su Lione, il centro della resistenza. La Hall contò sui contatti che aveva stabilito con la polizia francese per proteggersi, ma, sotto la pressione dei tedeschi, i suoi contatti con la polizia non furono più affidabili.
Nel maggio 1942, la Hall accettò di far trasmettere a Londra i messaggi della Réseau Gloria, un gruppo di resistenza francese con sede a Parigi. Ad agosto, fu infiltrato nella rete Gloria un sacerdote cattolico romano e agente dell'Abwehr di nome Robert Alesch, così l'Abwehr catturò i leader. Anche Alesch si mise in contatto con la Hall in agosto, spacciandosi per un agente della rete e offrendo informazioni di apparente alto valore. La Hall ebbe dei dubbi su Alesch, soprattutto quando apprese che la rete Gloria era stata smantellata, ma si convinse della sua buona fede, così come la sede londinese del SOE. Alesch riuscì a penetrare nella rete di contatti di Hall anche attraverso la cattura degli operatori radio e dell'invio di falsi messaggi a Londra a suo nome.

### La fuga
Il 7 novembre 1942, il consolato statunitense di Lione comunicò alla Hall che l'invasione alleata del Nord Africa era imminente. In risposta all'invasione, l'8 novembre i tedeschi occuparono militarmente la Francia di Vichy. Hall aveva previsto correttamente che la repressione da parte della Gestapo e dell'Abwehr sarebbe diventata ancora più severa e fuggì da Lione senza dirlo a nessuno, compresi i suoi contatti più stretti. Partì in treno da Lione verso Perpignan e poi, con una guida, attraversò a piedi i Pirenei diretta in Spagna.
Prima della fuga, la Hall segnalò al SOE la speranza che la sua protesi non le impedisse il viaggio. Il SOE non capì il riferimento e rispose:"Se Cuthbert dà fastidio, eliminatelo". Dopo essere arrivata in Spagna, fu arrestata dalle autorità spagnole per aver attraversato illegalmente il confine ma alla fine l'ambasciata statunitense ne ottenne il suo rilascio. Lavorò per un certo periodo per il SOE a Madrid, poi tornò a Londra nel luglio 1943, dove fu silenziosamente nominata Membro dell'Ordine dell'Impero Britannico (MBE).

## Office of Strategic Services

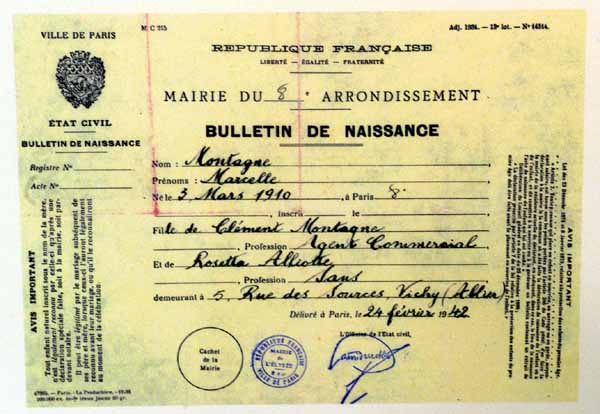
Certificato di identificazione francese di Marcelle Montagne falsificato dall'OSS.

Al suo rientro a Londra, i capi del SOE rifiutarono di rimandare Hall in Francia come agente, nonostante le sue richieste in tal senso, pensando che fosse compromessa e troppo a rischio. Seguì un corso per operatore radio e contattò l'Office of Strategic Services (OSS) statunitense per avere un incarico. Fu assunta dallo Special Operations Branch con il grado e la paga di sottotenente.
Tornò in Francia il 21 marzo 1944 in motoscafo perché la sua protesi le impedì di lanciarsi con il paracadute, sbarcò a Beg-an-Fry, in Bretagna. L'OSS le fornì una carta d'identità francese falsa a nome di Marcelle Montagne, il suo nome in codice era Diane. L'obiettivo dell'OSS era quello di armare e addestrare i gruppi della resistenza, i Maquis, in modo che potessero condurre le attività di sabotaggio e guerriglia per sostenere l'invasione alleata della Normandia, che avrebbe avuto luogo il 6 giugno 1944.
La Hall si travestì da donna anziana, con i capelli grigi e i denti limati per somigliare a una contadina camuffando la sua zoppia con il passo di una donna anziana. Insieme a lei ci fu Henri Lassot, di 62 anni, organizzatore e capo della nuova rete Saint: essendo troppo radicale l'idea che una donna potesse guidare una rete di agenti SOE o OSS, lei fu l'operatore radio di Lassot. Entrambi, furono il quarto e il quinto agente OSS ad arrivare in Francia. Lassot aveva con sé un milione di franchi, equivalenti a 5.000 sterline britanniche, mentre Hall aveva con sé 500.000 franchi. Hall si separò rapidamente da Lassot perché lo considerava troppo loquace e un rischio per la sicurezza, e diede anche istruzioni ai suoi contatti di non svelare dove si trovasse. Consapevole che il suo accento avrebbe rivelato che non fosse realmente francese, ingaggiò una donna francese, Madame Rabut, per accompagnarla e parlare per lei.
Da marzo a luglio del 1944, Hall si aggirò a sud di Parigi, fingendosi un'anziana lattaia. Trovò e organizzò le zone di lancio, creò diversi rifugi e stabilì e rinnovò i contatti nella Resistenza, in particolare con Philippe de Vomecourt; organizzò e rifornì di armi i diversi gruppi di resistenza di un centinaio di uomini ciascuno nello Cher e nel Cosne. Tentò senza successo anche di organizzare un'evasione per liberare tre uomini che chiamava suoi nipoti, prigionieri dei tedeschi a Parigi. I gruppi di resistenza intrapresero con successo molti piccoli attacchi di sabotaggio alle infrastrutture e contro i soldati tedeschi.

Dal luglio al settembre 1944 Hall fu in azione nel Dipartimento dell'Alta Loira.

Successivamente, alla Hall fu affidato il compito di aiutare i Maquis nel sud della Francia a combattere i tedeschi a sostegno dell'Operazione Dragoon, che avrebbe avuto luogo il 15 agosto 1944. A luglio, la Hall ricevette l'ordine di recarsi nel dipartimento dell'Alta Loira, dove arrivò il 14 luglio, abbandonando il suo travestimento e stabilendo il suo quartier generale in un fienile vicino a Le Chambon-sur-Lignon. Essendo una donna con il grado di sottotenente, ebbe problemi a far valere la sua autorità sui gruppi maquis locali e sui colonnelli autoproclamati che li guidavano. Si lamentò con il quartier generale dell'OSS:"Voi mandate persone che apparentemente lavorano con me e per me, ma non mi date l'autorità necessaria".
Disse ai capi Maquis che li avrebbe finanziati e forniti di armi a condizione che fossero consigliati da lei, ma i Maquis continuarono a rappresentare un problema. I tre carichi di rifornimenti che ricevette alla fine di luglio e il denaro che distribuì per le spese ottennero la loro riluttante acquiescenza.
I tre battaglioni di Maquisards (circa 1.500 uomini) presenti nella sua zona intrapresero una serie di operazioni di sabotaggio di successo. Le Forze Francesi dell'Interno (FFI), costrinsero gli occupanti tedeschi a ritirarsi da Le Puy-en-Velay per dirigersi a nord insieme al resto delle forze tedesche in ritirata. Una squadra di Jedburgh di tre uomini, chiamata Jeremy, si paracadutò il 25 agosto, in ritardo, per intraprendere l'addestramento e il rifornimento dei battaglioni. Hall commentò ironicamente:"Questo avvenne dopo che i tedeschi erano stati già liquidati nel dipartimento dell'Alta Loira e Le Puy liberata".
Hall e diversi ufficiali militari britannici e statunitensi che lavoravano per lei lasciarono l'Alta Loira e arrivarono a Parigi il 22 settembre. Successivamente, insieme all'agente dell'OSS Paul Golliot, si recò in Austria per fomentare la resistenza antinazista. Con il crollo dei nazisti, Hall e Golliot tornarono a Parigi nell'aprile 1945. Scrisse dei rapporti e identificò le persone che l'avevano aiutata e che erano meritevoli di encomio, poi si dimise dall'OSS.

## Il dopoguerra e la morte
«Era una giornalista trentacinquenne di Baltimora, capelli rossicci, un forte accento americano, un piede artificiale e un temperamento imperturbabile; rischiava spesso ma con intelligenza.»

— Michael Foot
Dopo la guerra, Hall ritornò a Lione per conoscere il destino delle persone che avevano lavorato per lei. I suoi più stretti collaboratori, Germaine Guérin e Jean Rousset, erano stati entrambi catturati dai tedeschi e inviati nei campi di concentramento, ma erano sopravvissuti. Per Guérin ottenne un risarcimento di 80.000 franchi (400 sterline britanniche) dal Regno Unito, ma la maggior parte degli altri aiutanti non ricevette nulla. Molte delle persone che conosceva non erano sopravvissute, compresi i tre uomini che aveva chiamato "nipoti" poi giustiziati a Buchenwald. Robert Alesch, l'agente e sacerdote tedesco che aveva tradito la sua rete a Lione, fu catturato dopo la guerra e giustiziato a Parigi.
Hall entrò a far parte della CIA nel 1947, una delle prime donne assunte dalla neonata agenzia, seppur discriminata, come la CIA stessa riconobbe in seguito. Le furono negate promozioni, onorificenze e compiti per i quali era qualificata, nonostante il sostegno e gli sforzi dei suoi superiori che conoscevano direttamente il suo operato. Le fu assegnato un lavoro d'ufficio come analista per raccogliere le informazioni sulla penetrazione sovietica nei Paesi europei. Si dimise nel 1948, per poi essere riassunta nel 1950 per un altro lavoro d'ufficio.
Negli anni cinquanta fu di nuovo a capo delle operazioni paramilitari segrete in Francia, come modello per la creazione di gruppi di resistenza in diversi Paesi europei in caso di attacco sovietico. Divenne una presenza "sacra" e la prima donna addetta alle operazioni dell'intero braccio di azione segreta della CIA, nonché un membro prezioso della Special Activities Center che sosteneva le attività sotto copertura per prevenire la diffusione del comunismo in Europa. Ricevette un rapporto di scarso rendimento da un superiore che non aveva mai supervisionato il suo lavoro. Nel 1966 andò in pensione, all'età obbligatoria di 60 anni.
Nel rapporto segreto sulla carriera, la CIA ammise che i suoi colleghi ufficiali "sentivano che era stata messa in disparte perché aveva così tanta esperienza da mettere in ombra i suoi colleghi maschi, che si sentivano minacciati da lei" e che "la sua esperienza e le sue capacità non erano mai state utilizzate in modo adeguato".
Mentre si trovava nell'Alta Loira, la Hall aveva conosciuto e si era innamorata del tenente dell'OSS, Paul Goillot, che lavorava con lei. Nel 1957, la coppia si sposò dopo alcuni anni di convivenza saltuaria e si stabilirono in una fattoria a Barnesville, nel Maryland. La Hall morì a Rockville l'8 luglio 1982 mentre il marito spirò cinque anni dopo. È sepolta nel cimitero di Druid Ridge, a Pikesville, nel Maryland.

## Riconoscimenti
«Virginia Hall non ha lasciato memorie, non ha concesso interviste e ha parlato poco della sua vita all'estero, anche con i parenti. Ha ricevuto la Distinguished Service Cross del nostro Paese, unica donna civile della seconda guerra mondiale a farlo. Ma rifiutò tutto, tranne una cerimonia privata con il capo dell'OSS Donovan, persino una presentazione da parte del Presidente Truman.»

— Craig R. Gralley
Il generale William Joseph Donovan conferì personalmente a Virginia Hall la Distinguished Service Cross nel settembre 1945, il riconoscimento per i suoi sforzi in Francia. Questa fu l'unica medaglia DSC assegnata a una donna civile durante la seconda guerra mondiale. Il Presidente Truman voleva che la medaglia le fosse assegnata pubblicamente, ma la Hall rifiutò, affermando di essere "ancora operativa e molto ansiosa di darsi da fare". Fu nominata membro dell'Ordine dell'Impero Britannico (MBE) e le fu conferita la Croix de Guerre con Palma dalla Francia.
Il rifiuto della Hall di parlare e scrivere delle sue esperienze della guerra la fece scivolare nell'oscurità durante la sua vita, ma la sua morte "ha scatenato una nuova curiosità" che si è protratta fino al XXI secolo. Nel 1988 il suo nome è stato aggiunto alla Military Intelligence Hall of Fame. Gli ambasciatori francese e britannico a Washington l'hanno onorata nel 2006, in occasione del 100º anniversario della sua nascita.
Nel 2016, una struttura per l'addestramento degli agenti della CIA è stata denominata Virginia Hall Expeditionary Center. Il Museo della CIA dedica a cinque agenti una sezione specifica nel suo catalogo: una è Virginia Hall, mentre le altre quattro sono uomini a capo della CIA. Nel 2019 è stata inserita nella Maryland Women's Hall of Fame.

## Nella cultura di massa

### Letteratura
La sua storia è stata raccontata in diversi libri, tra cui:
- (FR) Vincent Nouzille, L'Espionne, Virginia Hall, une Américaine dans la guerre [The Spy, Virginia Hall, an American in the war], Paris, Fayard, 2007, ISBN 978-2-213-62827-1, OCLC 175652461.[58]
- Craig R. Gralley, Hall of Mirrors: Virginia Hall: America's Greatest Spy of WWII, Chrysalis Books, LLC, 2019, ISBN 978-1-7335415-0-3, OCLC 1098215206.[59]
- Don Mitchell, The Lady Is a Spy: Virginia Hall, World War II Hero of the French Resistance, New York, Scholastic Focus, 2019, ISBN 978-0-545-93612-5, OCLC 1034621511.[60]
- Nancy Polette, The Spy with the Wooden Leg: The Story of Virginia Hall, St. Paul, Alma Little, 2012, ISBN 978-1-934617-15-1, OCLC 1285859639.[61]
- Judith L. Pearson, The Wolves at the Door: The True Story of America's Greatest Female Spy, New York, Diversion Books, 2014, ISBN 978-1-62681-292-5, OCLC 893688998.
- Sonia Purnell, A Woman of No Importance: The Untold Story of the American Spy Who Helped Win World War II, New York, Viking (marchio di Penguin Random House LLC), 2019, ISBN 978-0-7352-2530-5, OCLC 1081338820.
- Heather Demetrios, Code name Badass: the true story of Virginia Hall, Simon and Schuster, 2021, ISBN 978-1-5344-3189-8, OCLC 1267517106. audience: ages 14 and up.

Anche Roger Wolcott Hall la cita nel suo libro You're Stepping On My Cloak And Dagger, New York, W.W. Norton, 1957, OCLC 1084750854. (Reprinted: ISBN 978-1-61251-371-3)

### Cinema
IFC Films ha distribuito nell'ottobre 2020 Le spie di Churchill (titolo originale A Call to Spy), il primo film sulla vita di Virginia Hall. Il film è stato presentato all'Edinburgh International Film Festival nel giugno 2019, in occasione del 75º anniversario del D-Day. Hall è interpretata da Sarah Megan Thomas con la regia di Lydia Dean Pilcher. Il film ha vinto l'Audience Choice Award in Canada. A Call to Spy è stato presentato in anteprima negli Stati Uniti al Santa Barbara International Film Festival nel 2020, dove è stato premiato con lo "Stand Up" Award della Anti-Defamation League.
Nel 2017 è stato annunciato il film A Woman of No Importance, basato sul libro di Sonia Purnell e interpretato da Daisy Ridley nel ruolo di Hall.

### Approfondimenti
- Marcus Binney, Chapter 4: Virginia Hall, in The Women Who Lived for Danger: The Women Agents of SOE in the Second World War, Bath, Chivers Press, 2003  [2002],  pp. 135–169, and passim, ISBN 978-0-7540-1936-7, OCLC 1245993527.